# Type 80 (metralhadora)
A Type 80 (em chinês:  80式通用机枪) é uma metralhadora de uso geral fabricada pela Norinco na China, baseada na PKM soviética. A metralhadora foi certificada para finalização de projeto em 1980 e entrou em serviço do Exército de Libertação Popular em meados da década de 1980, especificamente em 1983. A Type 80 foi concebida como uma sucessora da Type 67 desenvolvida de forma independente pelos chineses, indo bem em testes conduzidos na Região Militar de Chengdu antes de ser abandonada e, em vez disso, optou por manter a Type 67 em uso.
Apenas algumas Type 80 foram usadas no Corpo de Fuzileiros Navais do Exército de Libertação Popular e em unidades aerotransportadas, e uma Type 80 modificada, denominada Type 86, foi então aceita pelas unidades blindadas do Exército de Libertação Popular.

## História
O desenvolvimento da Type 80 começou quando engenheiros de armas de fogo chineses estudaram PKM que foram capturadas das forças vietnamitas durante a Guerra Sino-Vietnamita.
A Changfeng Machinery foi subcontratada para criar a CS/LM4, a fim de ser equipada com o calibre 7,62 NATO. A CS/LM4 foi comercializada para países que usaram armas leves de fabricação soviética/do Leste Europeu/chinesa, mas foram orientados a usar munições baseadas na OTAN.

## Projeto
A Type 80 usa a munição 7,62×54mmR. É uma arma de fogo automática, operada a gás, resfriada a ar, alimentada por fita. Ela pode disparar tanto no tripé quanto no bipé dobrável no tubo de gás abaixo do cano.
As fitas são usadas em caixas de 100 cartuchos nas configurações de metralhadora leve e em caixas de 200 ou 250 cartuchos em aplicações montadas em tripés. A metralhadora usa mira de ferro aberta, mas também pode ser equipada com mira óptica ou de visão noturna.

## Variantes
- Type 80 - A cópia da PKM, com câmara para o cartucho 7,62×54mmR. A versão modernizada é uma cópia da PKP "Pecheneg"[6]
- Type 86 - Uma metralhadora usada apenas para tanques como arma secundária.[5]
- CF06 - Uma versão somente para exportação da Type 80, possui câmara para o cartucho 7,62 NATO.[8][9] Um estudo sobre a criação da CF06 começou com uma avaliação de julho a dezembro de 2006 com uma revisão do protótipo em fevereiro de 2007.[6] A produção começou de abril a maio de 2007 antes da CF06 ser formalizada oficialmente em janeiro de 2008.[6] É equipada com empunhadura de pistola e cabo da alça de transporte em polímero em vez de em madeira usado na Type 80 original.[10] A vida útil do cano consiste em 25.000 cartuchos, com 12.500 cartuchos para cada um dos dois canos fornecidos.[11] Também é conhecida como CS/LM4 GPMG (em chinês:  CS/LM 4型通用机枪) em 2008.[5]

### Variantes estrangeiras
- Mokhtar - Uma variante da Type 80 fabricada pela Military Industry Corporation[12] no calibre 7,62x54mmR.[13]

## Operadores
- China: Atualmente em serviço em pequeno número nas forças especiais chinesas.[4][7]
- Croácia: Em serviço com unidades policiais croatas durante a guerra de independência do país.[14]
- Índia: Capturada de vários insurgentes no vale da Caxemira e usada pelas tropas indianas.[15]
- Malta: Forças Armadas de Malta[16]
- Níger[17]
- Sudão do Sul[1]
  - Movimento Democrático do Sudão do Sul: Mokhtar[18]
  - Forças de Defesa do Sudão do Sul: Type 80[19]
- Sudão: Fabricada localmente como Mokhtar.[20] Também Type 80 de fabricação chinesa.[19]
- Sri Lanka: Em serviço no Exército do Sri Lanka. Cerca de 200 Type 80 foram fornecidas pela Norinco como parte de vários acordos de defesa entre a China e o Sri Lanka.[21]
- Síria
- Turquia: Adquiriu 2.800 Type 80 para guardas de fronteira e brigadas de comando de infantaria.[22]

### Operadores não estatais
- Boko Haram[23]
- Estado Islâmico[24]
- Exército Nacional Líbio[25]
- Movimento Democrático do Sudão do Sul[26]
- Movimento de Libertação do Sudão do Sul[26]
- Hamas[27]
- Milícias de Nueres no Sudão do Sul[26]